# Angelo Brelich
Angelo Brelich (n. 20 iunie 1913, Budapesta  – d. 1 octombrie 1977, Roma) a fost un istoric al religiilor și antropolog maghiar naturalizat în Italia. A studiat la Budapesta și Pécs, formându-se sub influența lui Kerényi Károly și Alföldi András. În 1958, i-a succedat lui Raffaele Pettazzoni la catedra de Istoria religiilor a Universității Sapienza din Roma.

## Lucrări principale
- Aspetti della morte nelle iscrizioni sepolcrali dell'impero romano, Budapesta, 1937.
- A halál szemléletformái a Római Birodalom sírfeliratain , Budapesta, 1937.
- Trionfo e morte, Bologna, 1938.
- Tre variazioni romane sul tema delle origini, Roma, 1955.
- Un culto preistorico vivente nell'Italia centrale, Bologna, 1955.
- Gli eroi greci: un problema storico-religioso, Roma, 1958.
- I figli di Medeia, Roma, 1959.
- Il politeismo, Roma, 1960.
- Guerre, agoni e culti nella Grecia arcaica, Bonn, 1961.
- Introduzione alla storia delle religioni, Roma, 1966.
- Paides e Parthenoi, Roma, 1969.
- Aristofane. Commedia e religione, s.l., 1969.